# Инахос
И́нахос, Инах (греч. Ίναχος) — река в Греции в западной части Пелопоннеса. Исток находится в горах в западной части Арголиды, близ деревни Лиркия (Λύρκεια). Впадает в залив Арголикос близ города Неа-Киос. Названа по имени Инаха, бывшего по преданию царём Аргоса.
По Павсанию истоки реки находятся на горном хребте Артемисион (Артемисий) на границе Арголиды и Аркадии, на вершине которого находился храм Артемиды, по Страбону — на Лиркее, который находится севернее. Близ истока имел приток Кефисс (Κηφισός), берущий начало на Лиркее. Река часто пересыхает летом. В Харадре (Χάραδρος), обширной ложбине у северо-восточной части городской стены Аргоса было место суда над военными преступниками.